# Microligia
Microligia is een geslacht van vlinders van de familie spanners (Geometridae), uit de onderfamilie Ennominae.

## Soorten
- M. confinis Krüger, 1999
- M. dolosa Warren, 1897
- M. intervenata Prout, 1917
- M. luteitincta Prout, 1916
- M. paradolosa Krüger, 1999
- M. pseudodolosa Krüger, 1999
- M. septentrionalis Krüger, 1999